# Worowskij (1901)
Pograniczny statek strażniczy „Worowskij” (ros. Пограничный сторожевой корабль „Воровский”) – brytyjski, rosyjski, a następnie radziecki statek
Statek został zbudowany w 1901 r. w brytyjskiej stoczni w Dumbarton na zamówienie amerykańskiego milionera i wydawcy prasowego Jamesa Gordona Bennetta jako jacht oceaniczny pod nazwą „Lysistrata”. W 1916 r. sprzedano go władzom Rosji. Statek wszedł w skład Flotylli Północnego Oceanu Lodowatego, w której pełnił funkcję statku łącznikowego. Przemianowano go na „Jarosławna”. Portem macierzystym był Archangielsk. Statek został uzbrojony w 2 działa 102 mm i zainstalowano na nim ochronę przeciwtorpedową. Po zajęciu miasta przez interwencyjne wojska alianckie 2 sierpnia 1918 r., statek przejęli Brytyjczycy, którzy w 1919 r. przekazali go Białym Rosjanom. W nocy z 19 na 20 lutego 1920 r. na statek załadowali się żołnierze i cywile, zamierzający uciec przed bolszewikami. „Jarosławna” wraz z lodołamaczem „Koźma Minin”, wypłynęły na otwarte morze, ale z powodu pogoni przez inny okręt, opanowany przez zrewolucjonizowanych marynarzy, jej załoga była zmuszona przekazać uchodźców na „Koźmę Mininina”. Sam statek, który pozostał w krze lodowej, został przejęty przez bolszewików. Od pocz. maja 1924 r., po kapitalnym remoncie, statek służył w straży pogranicznej OGPU jako statek strażniczy 2 stopnia. Przemianowano go na cześć zabitego w Szwajcarii dyplomaty sowieckiego na „Worowskij”. Funkcję kapitana objął na krótko b. carski wiceadmirał Andriej S. Maksimow. W okresie od poł. lipca do końca listopada 1924 r. statek przepłynął do Władywostoku, gdzie zaczął pełnić zadania ochrony morskiej granicy ZSRR. Dowodził nim Aleksandr I. Kluss. Na przełomie lat 1924/1925 statek przewiózł na Sachalin komisję państwową w celu przejęcia od Japończyków północnej części wyspy. Następnie przepłynął na Wyspę Ratmanowa, gdzie została zlikwidowana amerykańska faktoria. W 1927 r. wspierał działania zbrojne dążące do likwidacji białogwardyjskich oddziałów partyzanckich na północnym wybrzeżu Morza Ochockiego. W 1932 r. statek przewiózł oddział pograniczników na wyspę Pticzij u brzegów Kamczatki, która została zajęta przez japońskich rybaków. Odbywał też wizyty w różnych portach zagranicznych. Od 1936 r. statkiem dowodził A. S. Bołtinski, zaś od 1937 r. N. W. Antonow. Po ataku wojsk niemieckich na ZSRR 22 czerwca 1941 r., statek pełnił służbę pograniczną na odcinku od Władywostoku do Kamczatki. W latach 1944–1948 przeszedł remont kapitalny we Władywostoku. W 1950 r. z powodu poważnej awarii ponownie został skierowany na remont. W 1951 r. kapitanem statku został A. P. Kondakow. W 1952 r. statek przepłynął na Czukotkę, ale podczas jednego z rejsów osiadł na kamienistej mieliźnie, co doprowadziło do uszkodzenia kadłuba. W 1953 r., po odbyciu trzeciego remontu, formalnie podporządkowano go samodzielnemu dywizjonowi transportowców i statków remontowanych we Władywostoku. W 1959 r. został wydzielony ze składy Wojsk Pogranicznych i przekazany Flocie Oceanu Spokojnego. Służył odtąd jako statek stacjonarny, na którym rozmieszczono sztab dywizji okrętów pomocniczych.